# Laura Branigan
Pour les articles homonymes, voir Branigan.
Laura Ann Branigan (née le 3 juillet 1952 à Brewster (État de New York) et morte le 26 août 2004 à East Quogue (État de New York)) est une chanteuse américaine de musique pop, dance-pop des années 1980 et 1990.

## Biographie
Laura Branigan suit les cours de la American Academy of Dramatic Arts à New York et finance ses études en travaillant comme serveuse. Dans les années 1970, elle devient la chanteuse du groupe Meadow. Elle est choriste pour le chanteur canadien Leonard Cohen avant d'être engagée en 1979 par Ahmet Ertegün pour le label Atlantic Records. Elle sort son premier album, Branigan, en 1982. Sur cet album figure Gloria, chanson reprise du chanteur italien  Umberto Tozzi qui sera un tube en Italie, avant de devenir un succès international l'année suivante quand il sera repris sur la bande originale du film d'Adrian Lyne Flashdance, elle reprendra aussi en anglais le titre Ti amo.
Laura Branigan connaît l'année suivante un succès mondial énorme avec une reprise d'un autre chanteur italien, Raf, intitulée Self Control, les deux versions sortant presque en même temps. Ce morceau se classe dans les meilleures places en Europe (no 1 notamment en Allemagne), mais aussi aux États-Unis.
Laura Branigan joue la comédie dans des films indépendants comme Mugsy's Girls (1985) ou Backstage (1988). Elle fait aussi des apparitions dans des séries télévisées comme CHiPs ou Automan.
Ironiquement, deux des chansons de Laura Branigan rencontrent un succès plus important lorsqu'elles sont reprises par d'autres artistes : How Am I Supposed to Live without You? par Michael Bolton en 1990 et I Found Someone en 1985 reprise par la chanteuse Cher.
De son côté, elle reprend la chanson du groupe suédois ABBA The Winner Takes It All, Forever Young du groupe allemand Alphaville, Cry wolf de Stevie Nicks, ainsi qu'une chanson du chanteur autrichien Falco. Elle a par ailleurs réalisé des duos comme I Believe avec David Hasselhoff, Sin hablar avec Luis Miguel et Heart of Me avec Marc Cerrone.
On lui a souvent attribué par erreur le titre The Power of Love repris par Céline Dion en 1994, car elle l'a également repris. Ce morceau sorti en 1985 est de Jennifer Rush, autre artiste new-yorkaise. 
En 1994, on diagnostique un cancer du côlon chez son mari Larry Kruteck. Elle s'occupera personnellement de lui allant jusqu'à arrêter sa carrière et son contrat avec sa maison de disque en 1996. Son mari décédera quelques mois plus tard, le 15 juin 1996. 
Laura a été toujours très présente et disponible pour participer à différents événements caritatifs : Téléthon des stars le 5/6 décembre 1992, Cérémonie de clôture de l'événement de solidarité de la course Boston - New-york AIDS le 17 septembre 1995, 6e édition annuelle de remise des prix du projet Angel Food le 15 juillet 2000. 
Le 23 septembre 1998, elle participe à la dernière émission du show The RuPaul Show qui est présentée par la célèbre drag-queen RuPaul. On retrouve également dans cette émission l'actrice et chanteuse Lynda Carter comme participante. Toutes les deux apportent leur soutien à la cause LGBT. Dans la vidéo officielle de sa reprise de la chanson de Donna Sommer Dim All The Lights, on peut voir Laura Branigan entourée de drag-queens.
Le 15 août 1995, en participant à l'émission culinaire Talking Food, on découvre sa seconde passion après la musique : la cuisine. À cette occasion, elle chantera Dim All The Lights et réalisera une recette à elle de salade d'été.
En 2002, elle fait son retour sur la scène dans le rôle de Janis Joplin pour la comédie musicale off-Broadway Love, Janis.
Après avoir souffert de maux de tête pendant plusieurs semaines, Laura Branigan meurt à l'âge de 52 ans le 26 août 2004 à la suite d'une hémorragie cérébrale ventriculaire consécutive à une rupture d'anévrisme.

## Discographie

### Albums studio
- Branigan (1982)
- Branigan 2 (1983)
- Self Control (1984)
- Hold Me (1985)
- Touch (1987)
- Laura Branigan (1990)
- Over My Heart (1993)

### Singles
| Titre | Année | Meilleur classement aux États-Unis |
| --- | ----- | ---------------------------------- |
| Gloria (reprise d'Umberto Tozzi, en français Glori Gloria par Sheila)                                                                | 1982  | #2                                 |
| How Am I Supposed to Live without You                                                                                                | 1983  | #12                                |
| Solitaire (adaptation en anglais par Diane Warren de Solitaire écrite, composée et créée en français par Martine Clémenceau en 1981) | 1983  | #7                                 |
| Self-Control (Reprise de RAF) | 1984  | #4 (4e en France)                  |
| The Lucky One | 1984  | #20                                |
| Spanish Eddie | 1985  | #40                                |
| The Power of Love | 1988  | #26                                |

## Filmographie

### Cinéma
| Titre                       |                                | Année |
| --------------------------- | ------------------------------ | ----- |
| Backstage                   | dans le rôle de Kate Lawrence  | 1988  |
| Mugsy's Girls               | dans le rôle de Monica         | 1985  |
| SOS Fantômes (Ghostbusters) | chanson Hot Nights             | 1984  |
| Flashdance                  | chansons Gloria et Imagination | 1983  |

### Télévision
| Titre                      |                                             | Année |
| -------------------------- | ------------------------------------------- | ----- |
| Alerte à Malibu (Baywatch) | chanson I Believe                           | 1994  |
| CHiPs                      | dans le rôle de Sarah                       | 1983  |
| Automan                    | dans le rôle de Jessie ep un nouveau depart | 1983  |
| CHiPs                      | chanson A Love Until The End of Time        | 1982  |
| K2000 (2 épisodes)         | chanson Self control                        | 1984  |
| K2000 (1 épisode)          | chanson The Lucky one                       | 1984  |

## Divers

### Jeux vidéo
| Titre                                |              | Année |
| ------------------------------------ | ------------ | ----- |
| Grand Theft Auto: Vice City          | Self Control | 2002  |
| Grand Theft Auto: Vice City Stories  | Gloria       | 2006  |
| Metal Gear Solid V: The Phantom Pain | Gloria       | 2015  |